# 尾崎晟也
尾崎 晟也（おざき せいや、1995年7月11日 - ）は、ジャパンラグビーリーグワン東京サントリーサンゴリアスに所属するラグビー選手。

## プロフィール
- 京都府宇治市出身。
- ポジションはウィング(WTB)、フルバック(FB)。
- 身長 174 cm、体重 85 kg
- 顔が丸いため、愛称は「お豆、豆太郎」
- 日本代表キャップは4。（2022年6月現在）
- 父の達博も元ラグビー選手で現在ユニチカ・フェニックスのゼネラルマネージャー。
- 弟の泰雅もラグビー選手で東京サントリーサンゴリアスに所属している[1]。
- U20日本代表に選ばれたことがある。
- ジュニア・ジャパンに選ばれたことがある[2]。

## 略歴
2014年、伏見工業高校卒業後、帝京大学に入学。なお伏見工業高校時代、高校日本代表に選ばれたことがある。
2017年、帝京大学ラグビー部の副将に就任し、同年4月22日に行われたアジアラグビーチャンピオンシップ2017韓国戦にて先発出場で日本代表初キャップを獲得した。
2018年、帝京大学卒業後、サントリーサンゴリアス(現・東京サントリーサンゴリアス)に加入。同年9月1日に行われたジャパンラグビートップリーグ第1節のトヨタ自動車ヴェルブリッツ戦にて先発出場で公式戦初出場を果たした。
2021年、再結成されたサンウルブズのメンバーに選ばれた。

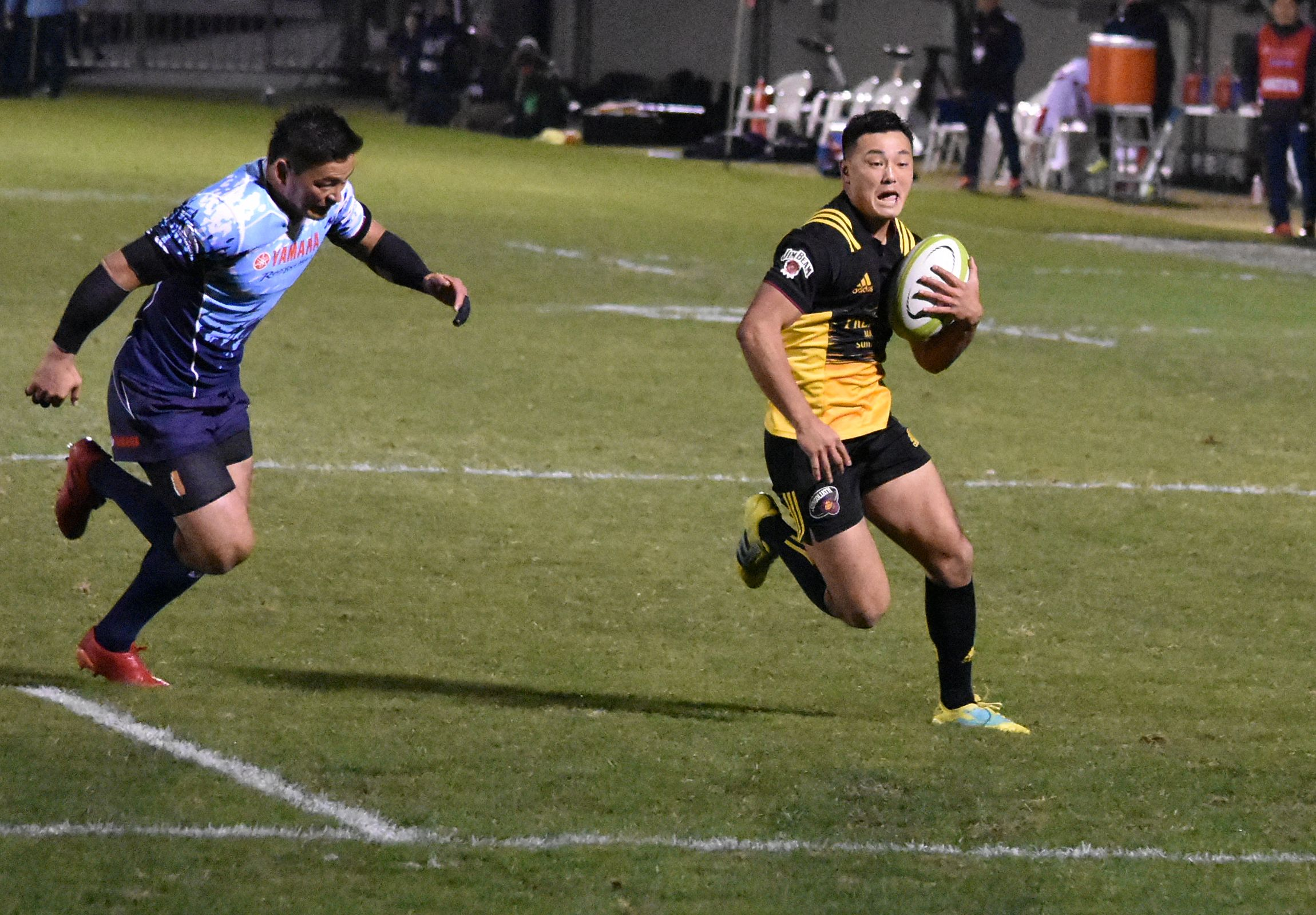
第56回日本ラグビーフットボール選手権大会準決勝（2018年12月8日撮影）
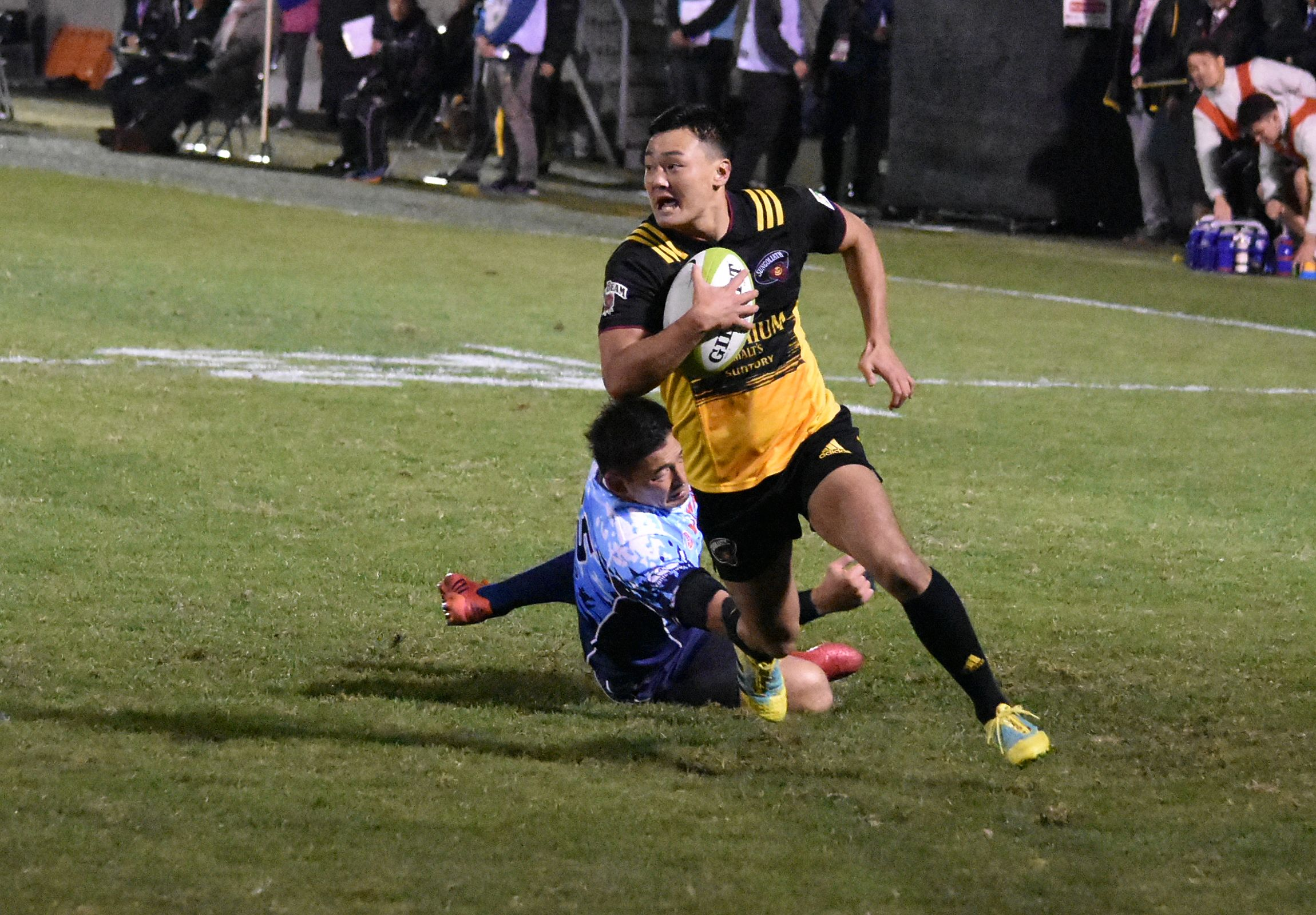
同左（2018年12月8日撮影）
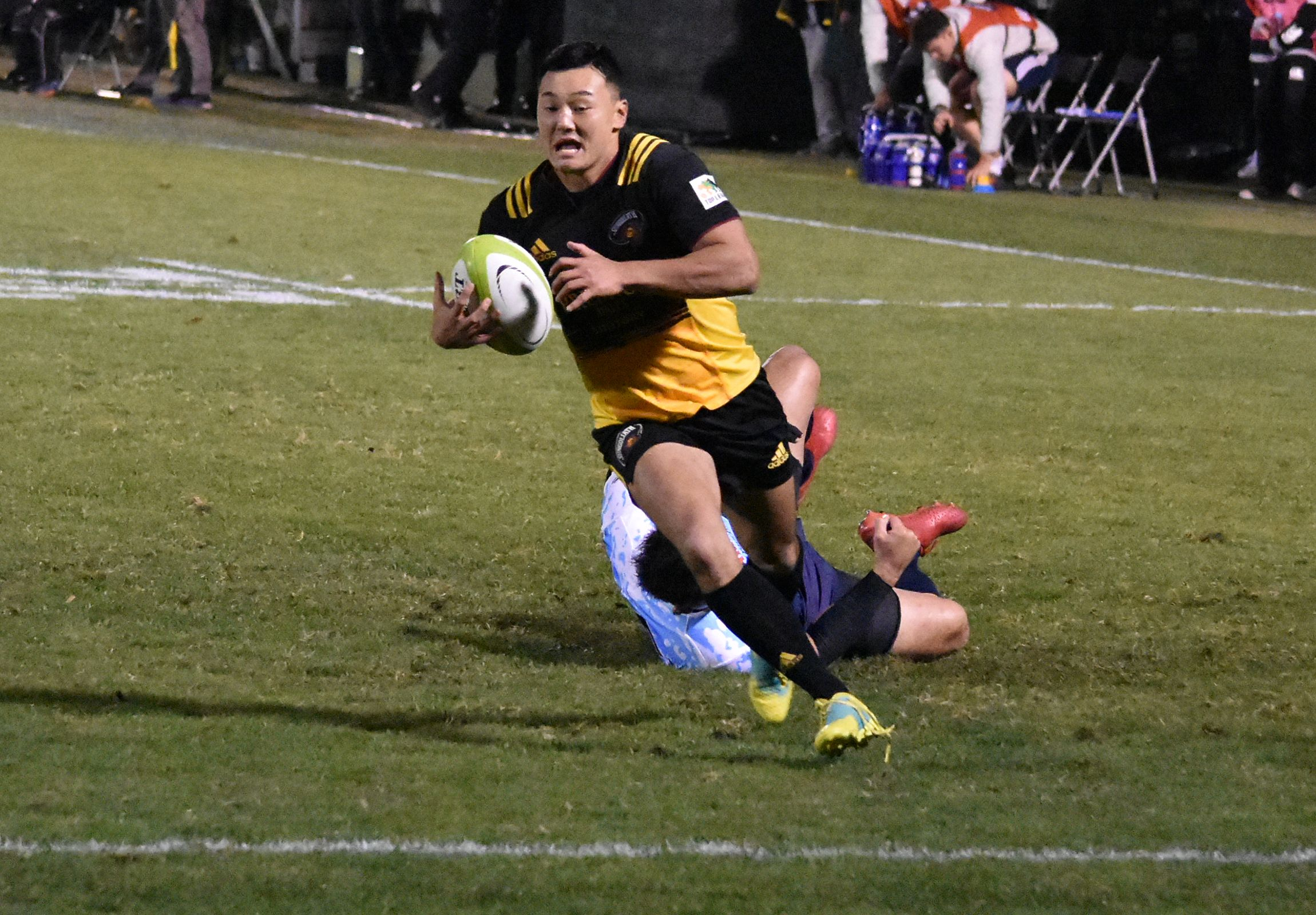
同左（2018年12月8日撮影）
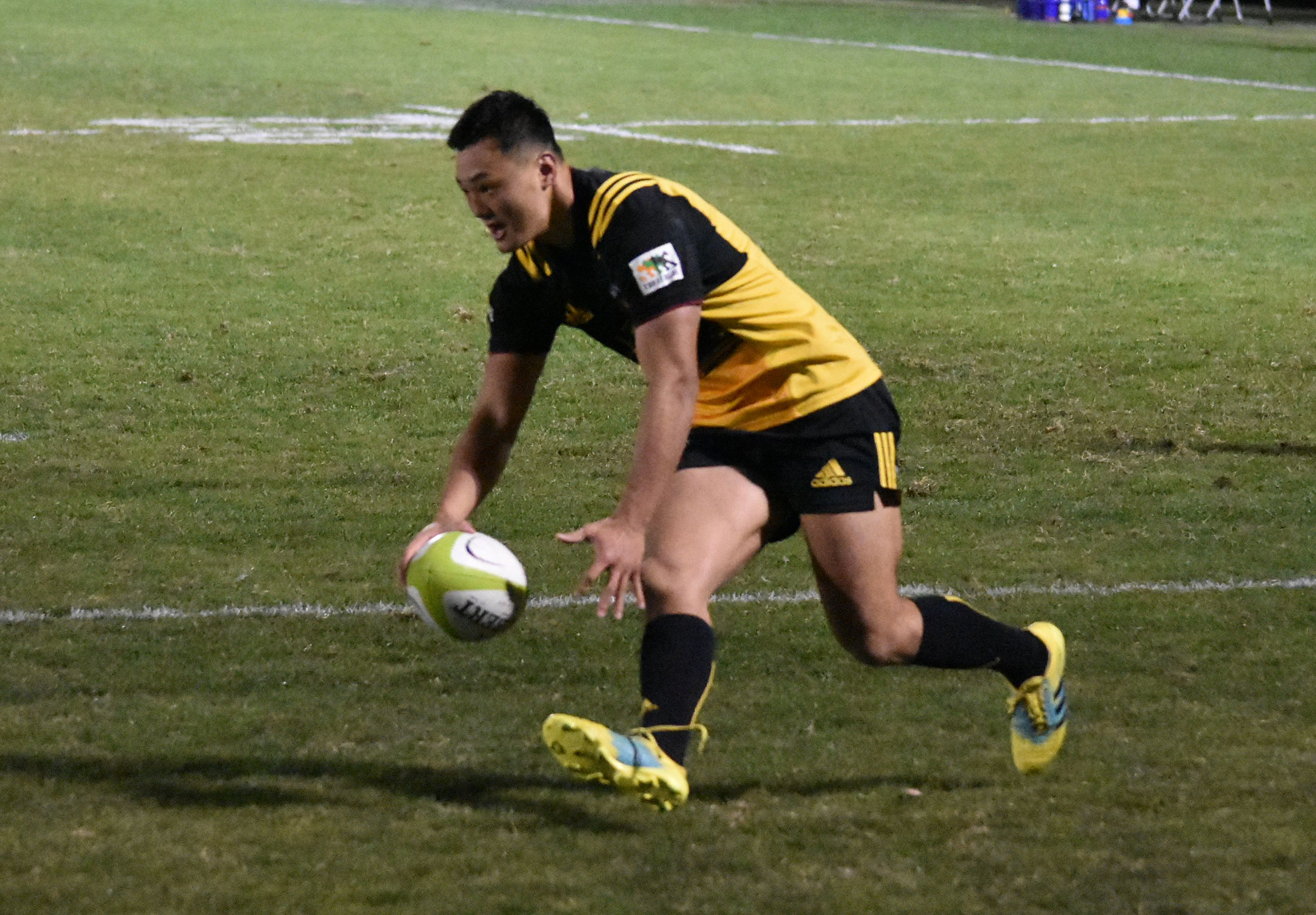
同左（2018年12月8日撮影）

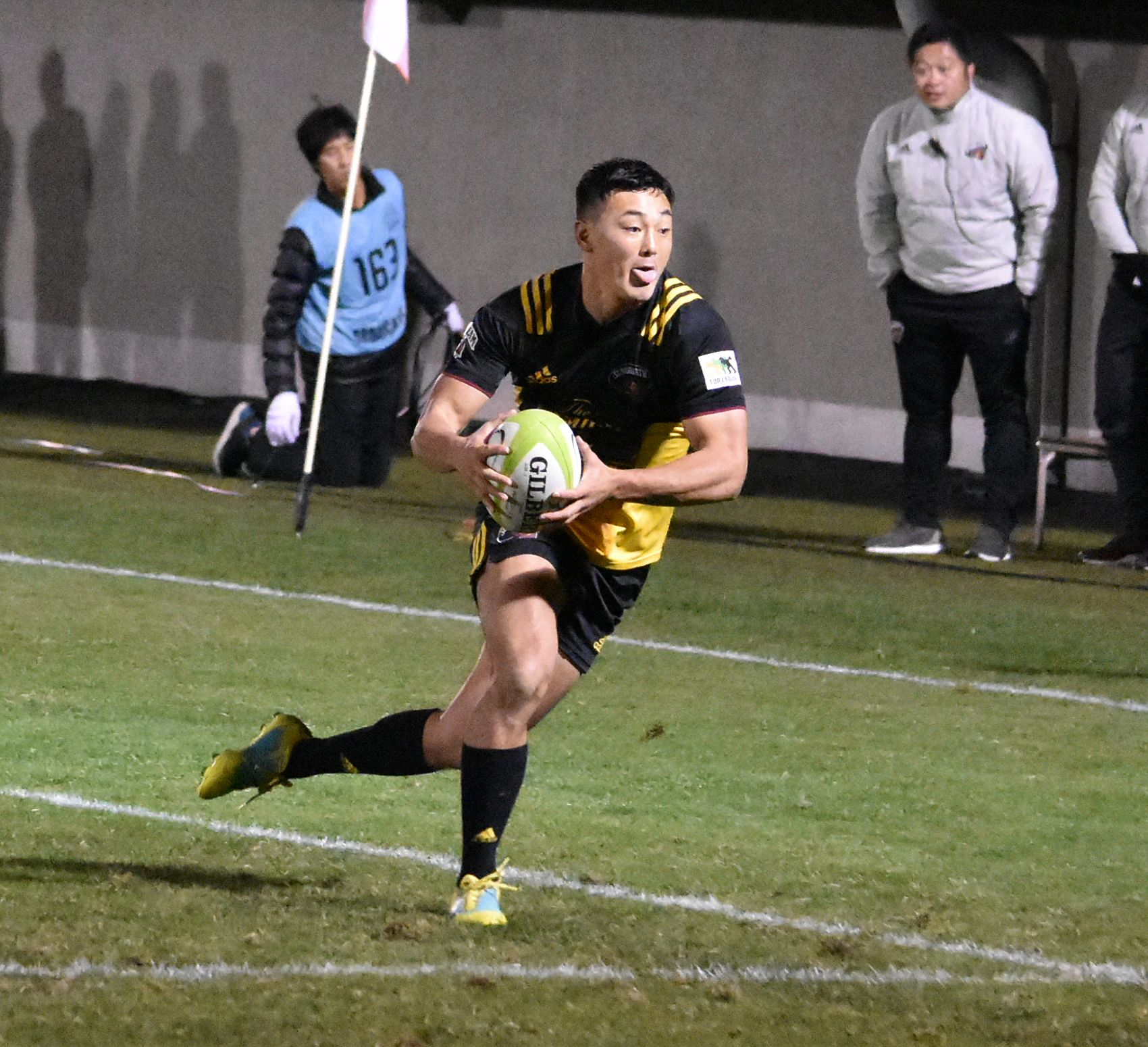
第56回日本ラグビーフットボール選手権大会準決勝（2018年12月8日撮影）
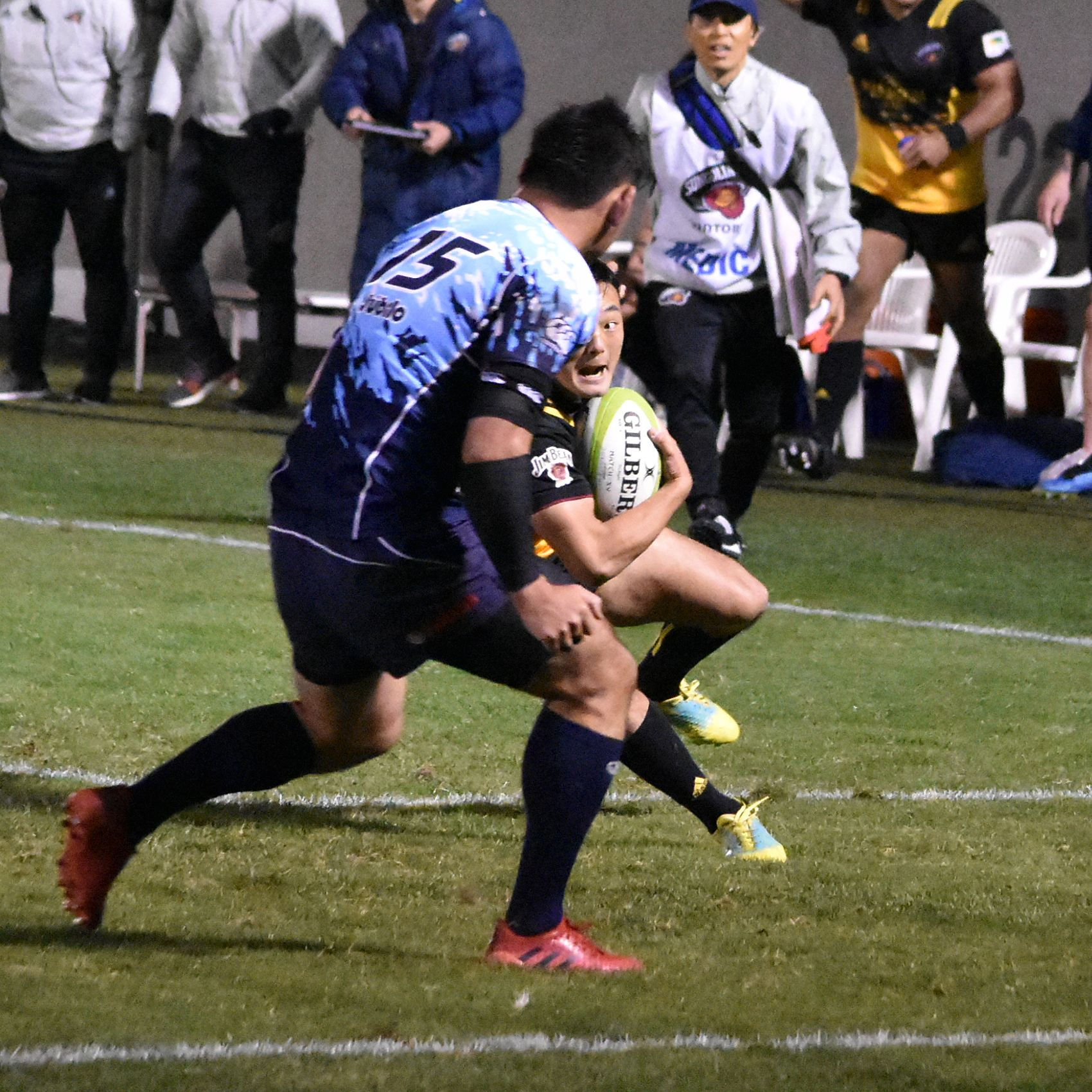
同左（2018年12月8日撮影）
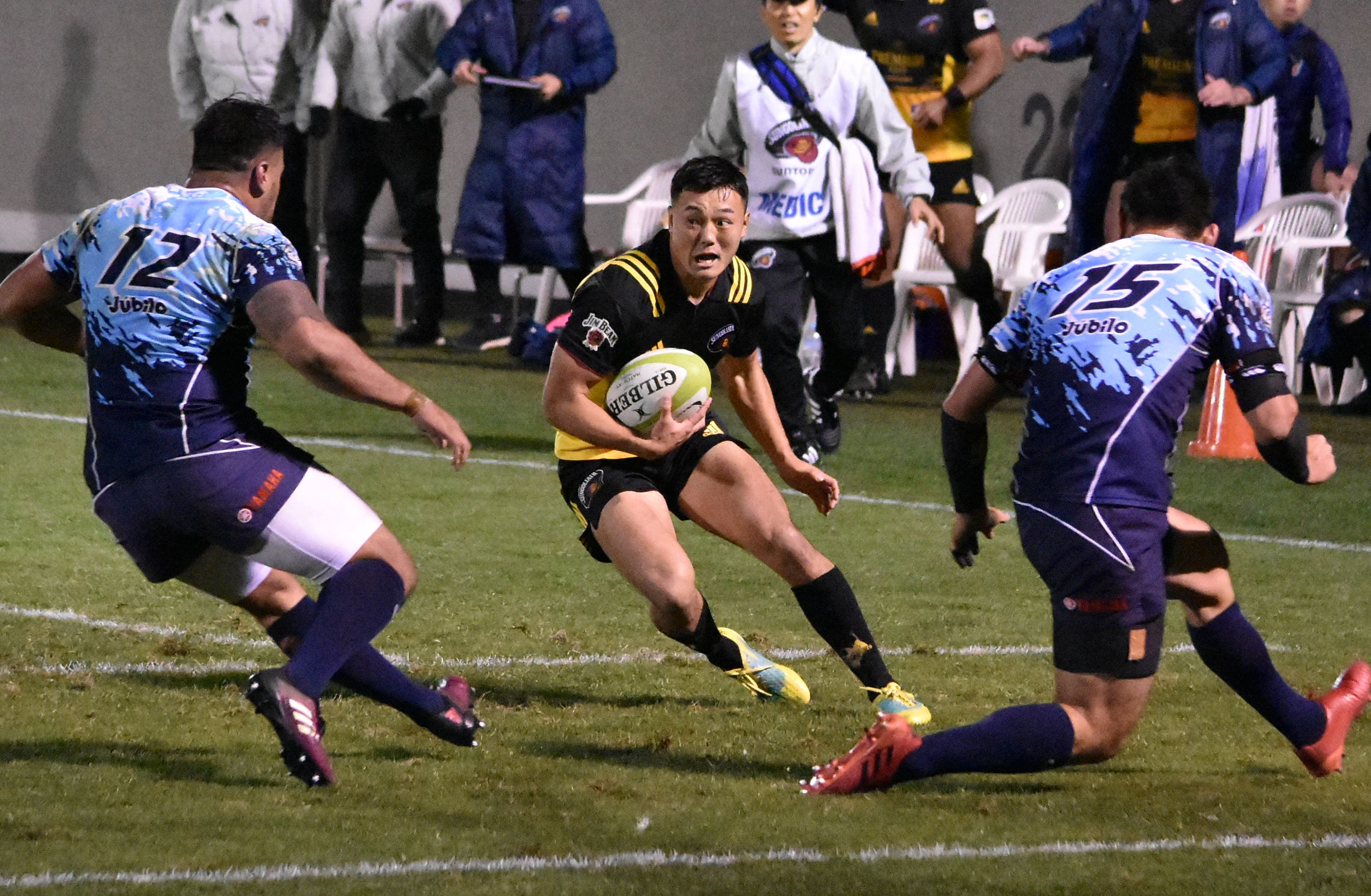
同左（2018年12月8日撮影）
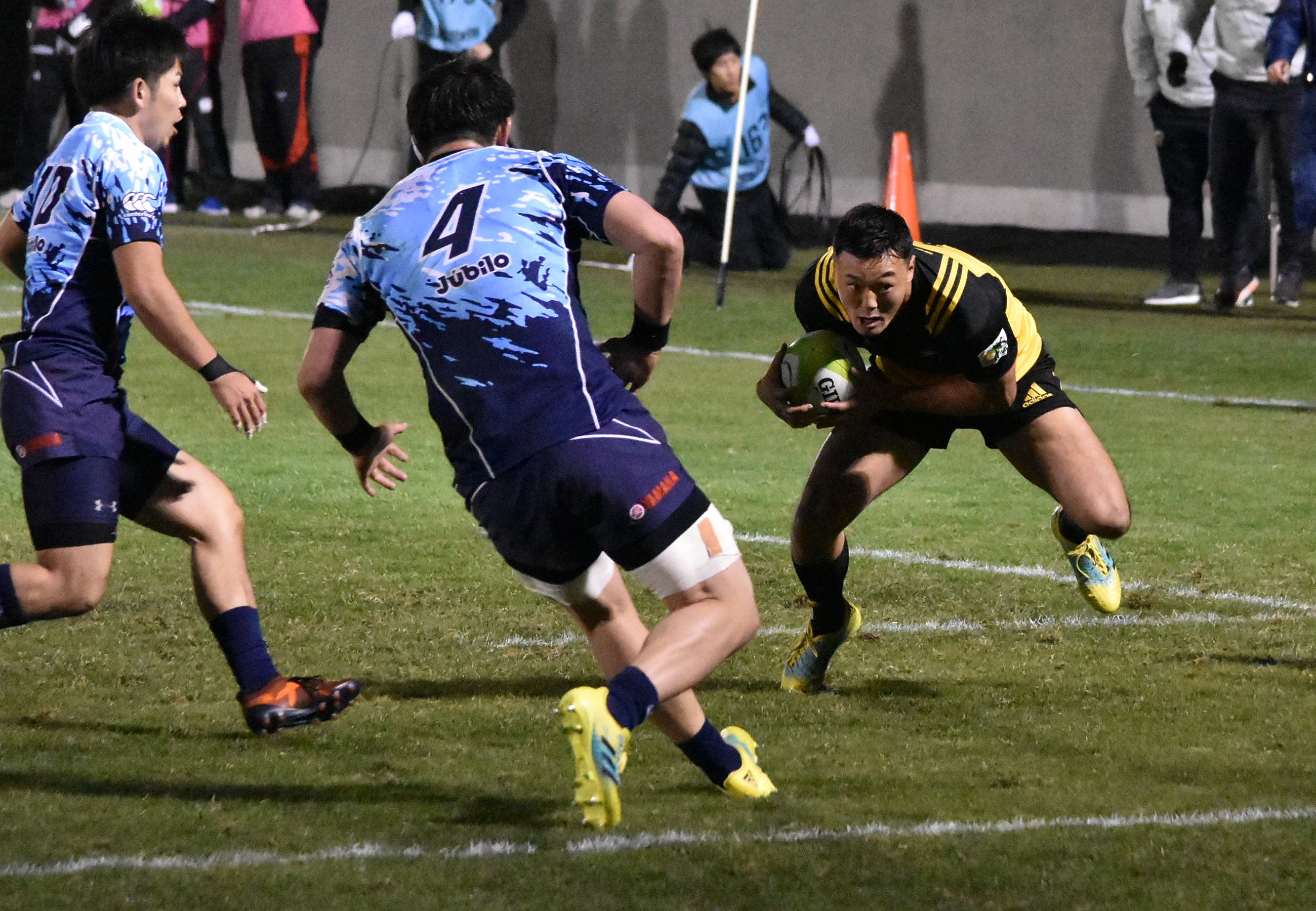
同左（2018年12月8日撮影）
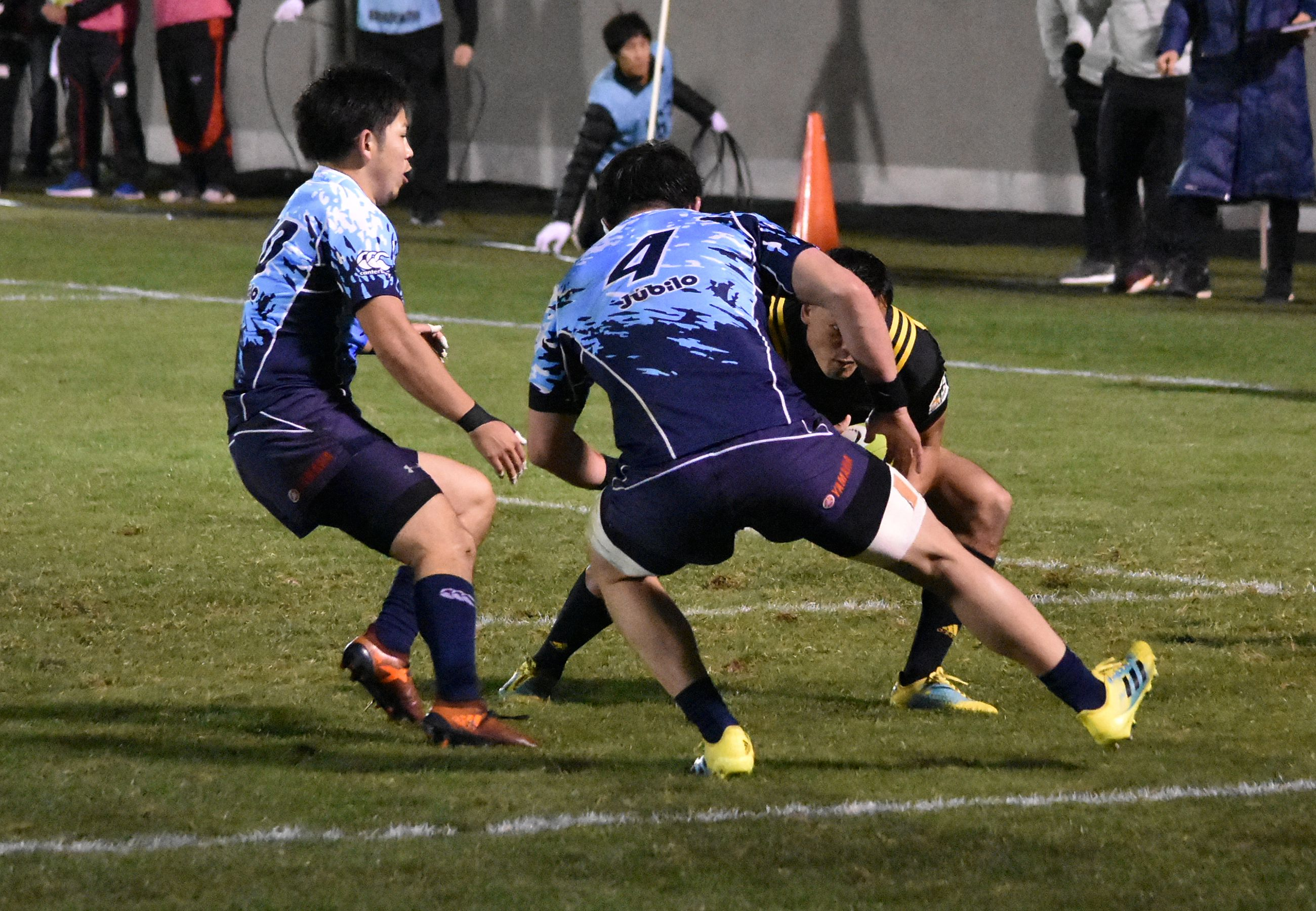
同左（2018年12月8日撮影）
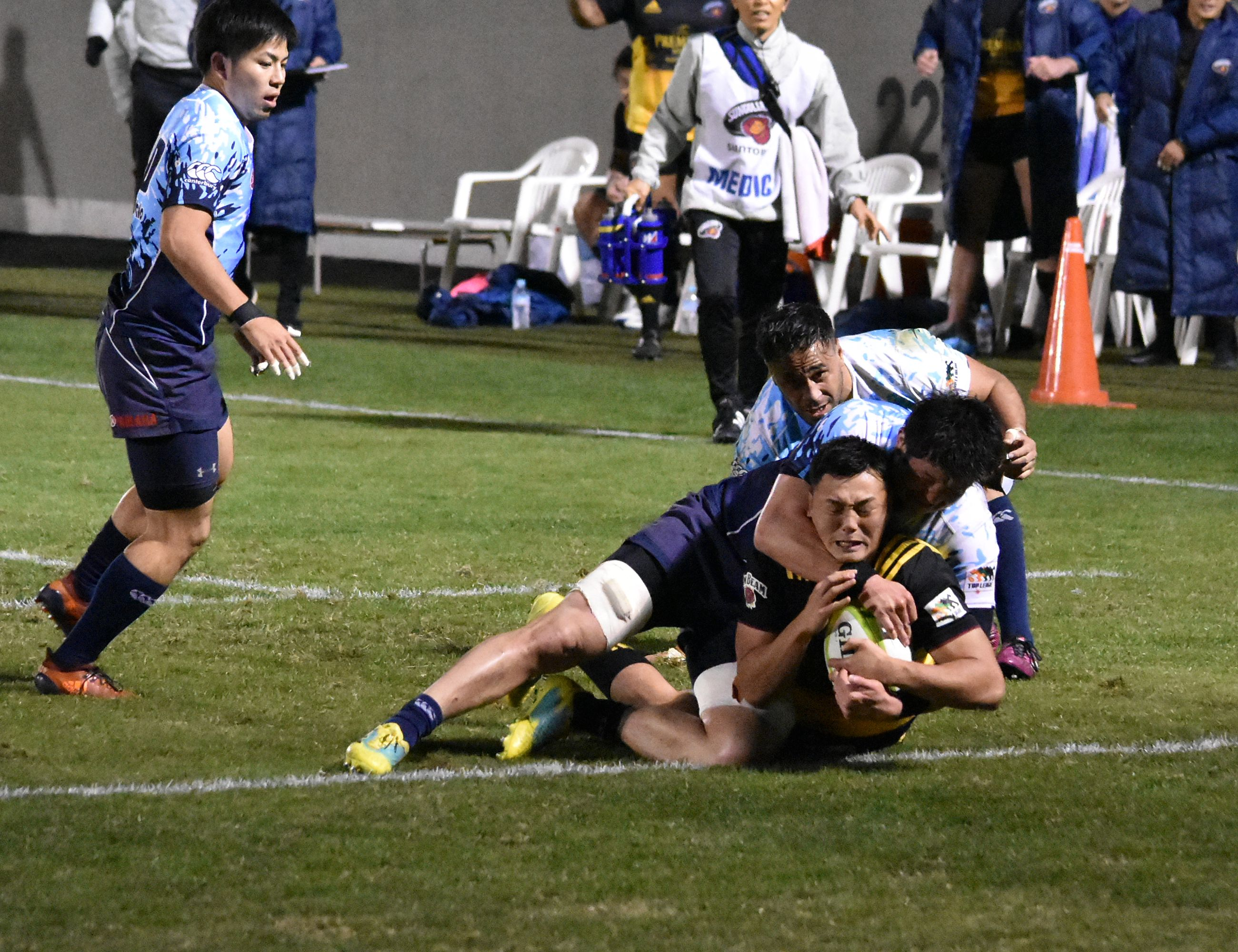
同左（2018年12月8日撮影）

## 受賞歴

### ジャパンラグビーリーグワン
- 2022-23リーグワンベスト15(WTB) 最多トライゲッター
- 2023-24リーグワンベスト15(WTB) ベストラインブレイカー (DIVISION 1)

## エピソード
2022年5月29日に行われたJAPAN RUGBY LEAGUE ONE2022プレーオフトーナメント決勝戦での試合終了前のプレーが相手チームとの小競り合いを生む結果となり、後に自身のTwitterで謝罪した。